# Ludwig Purtscheller

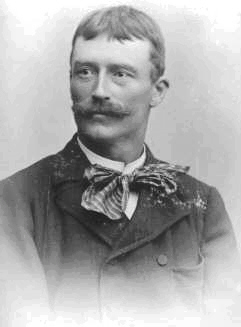
Ludwig Purtscheller

Ludwig Purtscheller (* 6. Oktober 1849 in Innsbruck, Kaisertum Österreich; † 3. März 1900 in Bern) war ein österreichischer Bergsteiger und Lehrer.
Er war 1889 zusammen mit Hans Meyer Erstbesteiger des Kilimandscharo.

## Leben und Wirken
Sohn Tiroler Eltern (der Vater ein k.k. Steuereinnehmer aus Innsbruck, die Mutter aus dem Stubaital), besuchte Purtscheller ab 1859 die Realschule Innsbruck und ging danach noch für ein Jahr an die Realschule in Rovereto, um die italienische Sprache zu erlernen. Von dieser Zeit her stammte auch seine hervorragende Kenntnis des Italienischen in Wort und Schrift.
1865 kam er nach Villach, wo er in der Bleiberger Bergwerksunternehmung eine Anstellung bekommen hatte. Hier verschaffte er sich umfangreiche mineralogische und geologische Kenntnisse, die ihm in seiner späteren literarischen Beschäftigung zustatten kamen. Nachdem er in Graz die Prüfung zum Turnlehrer abgelegt hatte, wurde er 1872 in Klagenfurt in dieser Befähigung angestellt. In seiner Freizeit durchstreifte er
die Karawanken, die Steiner Alpen, die Julischen und Karnischen Alpen und Teile der Tauern.
1874 übersiedelte Purtscheller nach Salzburg, wo er an der k.k. Lehrerbildungsanstalt sowie am k.k. Gymnasium als Lehrer tätig war. Während des Schuljahres durchwanderte er die Weststeiermark, das Salzburgerland, Nordtirol sowie die Bayerischen Alpen. Purtschellers Streben war hierbei darauf gerichtet, zunächst die Ostalpen gründlich kennenzulernen. Er unternahm in allen größeren Gruppen der Ostalpen erfolgreiche Bergfahrten, insbesondere mit seinem Freund Heinrich Heß, mit dem er später Der Hochtourist in den Ostalpen verfasste. Nach dem intensiven Begehen der heimischen Berge wandte er sich den Westalpen zu.

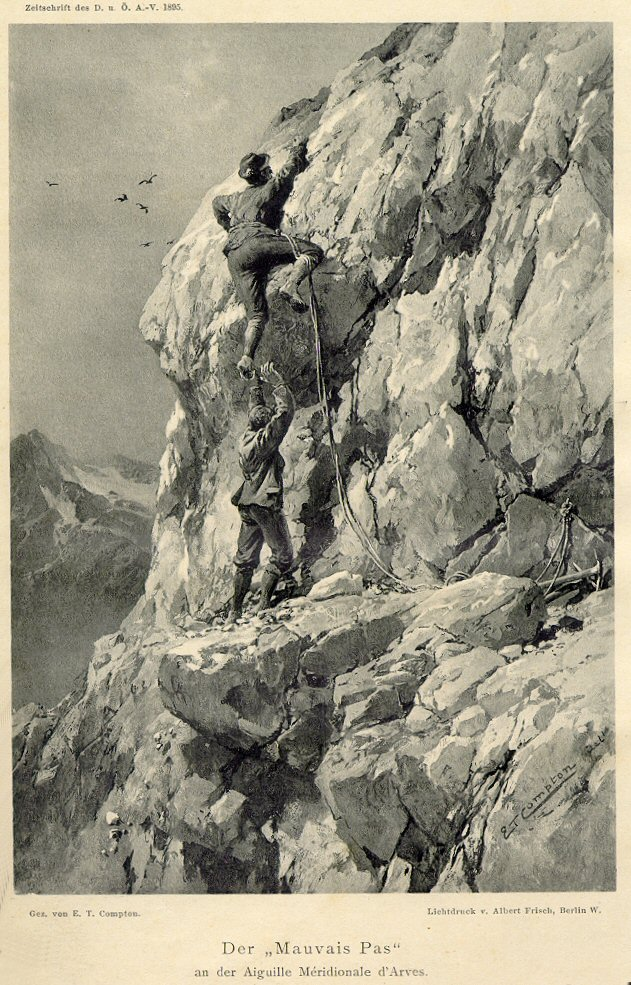
Purtscheller und Karl Blodig in einer Zeichnung von E. T. Compton

Ludwig Purtscheller gelangen viele Erstbesteigungen und Erstbegehungen ohne Bergführer. Zu seiner Zeit galt er als der beste Kenner der Alpen, in denen er über 1700 Gipfel erstieg.
Mit den Brüdern Otto und Emil Zsigmondy gelang 1885 die erste Gesamtüberschreitung der Meije. Mit den Brüdern Zsigmondy hatte er zuvor bereits führerlos unter anderem die Kleine Zinne, den Ortler, die Monte-Rosa-Ostwand und die Bietschhorn-Südwand erstiegen sowie das Matterhorn überschritten. Mit Johann Punz aus der Ramsau durchstieg er am 12. Juni 1885 zum zweiten Mal die Watzmann-Ostwand.
1889 begleitete Purtscheller den Afrikaforscher Hans Meyer bei der Erstbesteigung des Kilimandscharo. Meyer hatte dies bereits 1887 und 1888 vergeblich versucht.
Am 6. Oktober 1889 erreichten Purtscheller und Meyer den Gipfel des Kilimandscharo. 1891 war Purtscheller mit Gottfried Merzbacher und den Glocknerführern Kerer und Unterweser im Kaukasus alpinistisch tätig (u. a. Elbrus).
1895 erkrankte Purtscheller schwer an Typhus, was ihm von da an höchste Kraftanstrengungen versagte. Im selben Jahr heiratete er Hedwig von Helmreichen († 1942 in Salzburg). Aus der Ehe gingen eine Tochter und ein Sohn hervor.
1897 porträtierte Ernst Otto Leuenberger Purtscheller. Nach einer Besteigung der Aiguille du Dru am 25. August 1899 stürzte Purtscheller samt den beiden Seilgefährten in einen 4–5 Meter tiefen Bergschrund und brach sich dabei den rechten Oberarm. Nach fünfwöchiger stationärer Behandlung in Genf wurde er nach Bern in die Klinik des Chirurgen Otto Lanz überstellt, wo er sich langsam erholte und für Mitte März 1900 seine Rückkehr nach Salzburg plante. Ein Grippeanfall und eine damit einhergehende beidseitige Lungenentzündung führten jedoch in den frühen Morgenstunden des 3. März 1900 zu seinem Tod. Die Beisetzung in einem Ehrengrab der Stadt Salzburg fand unter großer Anteilnahme am 11. März 1900 auf dem Salzburger Kommunalfriedhof statt.

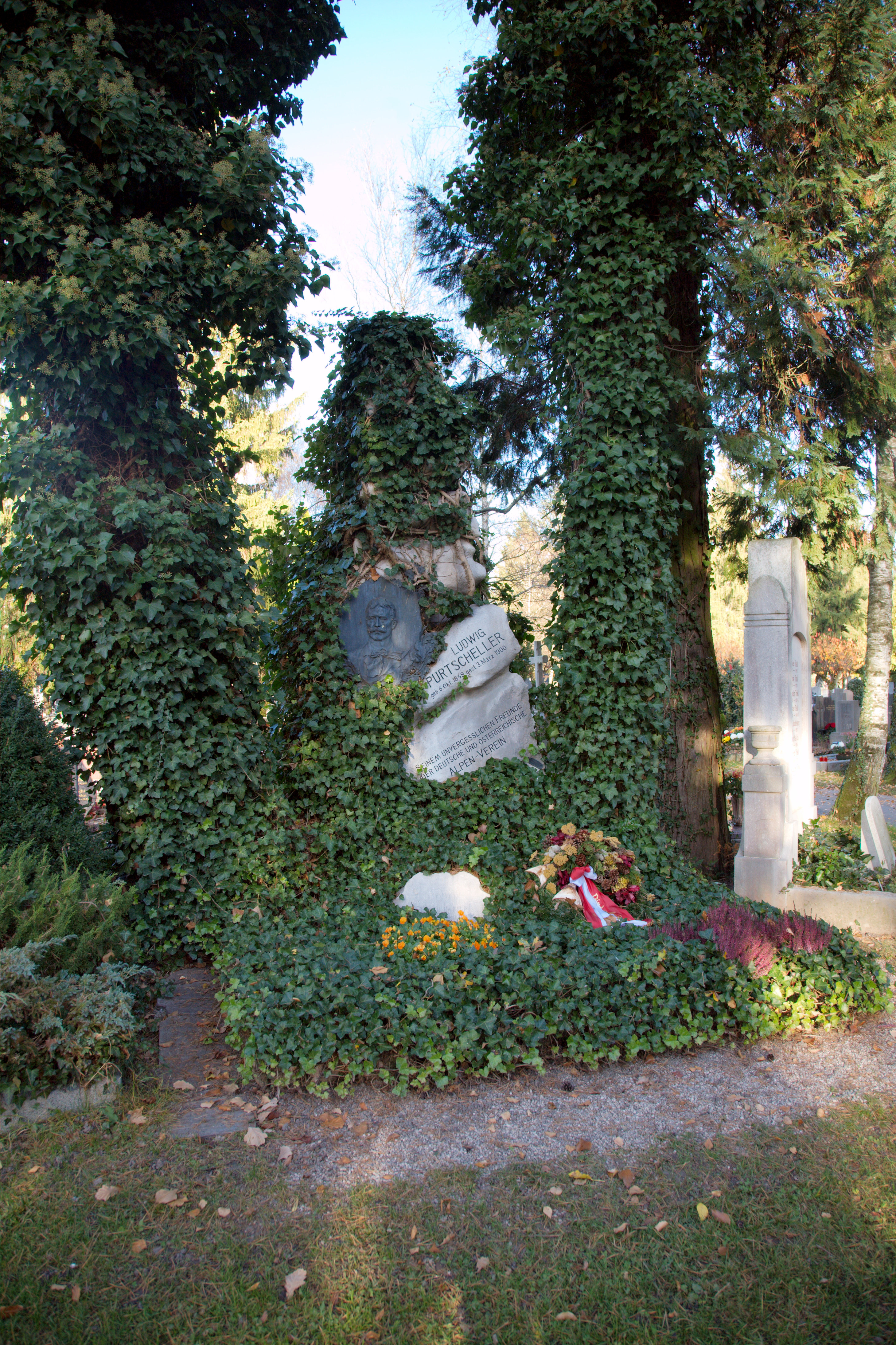
Purtschellers Grab auf dem Salzburger Kommunalfriedhof

Am 28. Juni 1901 wurde im Auftrag des Zentralausschusses des Deutschen und Österreichischen Alpenvereins das von Hans Bitterlich ausgeführte Grabdenkmal enthüllt.

## Ehrungen
Zu seinen Ehren wurden das Purtschellerhaus (eine Alpenvereinshütte in den Berchtesgadener Alpen), eine Gasse im Salzburger Ortsteil Froschheim, eine Sackgasse in Innsbruck sowie der Purtscheller-Steig am Schafberg benannt. Daneben tragen die Couloir Purtscheller genannte Rinne an den Dents d’Ambin nahe dem Col de Clapier und die 3478 m hohe Aiguille Purtscheller im Südgrat der Aiguille du Tour seinen Namen.

## Schriften (Auswahl)
- Zur Nomenclatur der Venediger-Gruppe. Begleitschrift zur Karte (Tafel 18). In: Zeitschrift des Deutschen Alpenvereins / Zeitschrift des Deutschen und (des) Österreichischen Alpenvereins, Jahrgang 1883, (Band XIV), S. 511–522. (online bei ANNO).
- Die Gemse. Skizzen zu ihrer Naturgeschichte. In: Zeitschrift des Deutschen Alpenvereins / Zeitschrift des Deutschen und (des) Österreichischen Alpenvereins, Jahrgang 1883, (Band XIV), S. 101–120. (online bei ANNO).
- Das Tennen-Gebirge. In: Zeitschrift des Deutschen Alpenvereins / Zeitschrift des Deutschen und (des) Österreichischen Alpenvereins, Jahrgang 1884, (Band XV), S. 102–139. (online bei ANNO).
- Besteigung des Piz Roseg. In: Zeitschrift des Deutschen Alpenvereins / Zeitschrift des Deutschen und (des) Österreichischen Alpenvereins, Jahrgang 1884, (Band XV), S. 350–358. (online bei ANNO).
- Die Meije in den Dauphiné-Alpen. In: Zeitschrift des Deutschen Alpenvereins / Zeitschrift des Deutschen und (des) Österreichischen Alpenvereins, Jahrgang 1885, (Band XVI), S. 401–417. (online bei ANNO).
- Zwei Bergfahrten in den Berchtesgadener Alpen. In: Zeitschrift des Deutschen Alpenvereins / Zeitschrift des Deutschen und (des) Österreichischen Alpenvereins, Jahrgang 1886, (Band XVII), S. 281–292. (online bei ANNO).
- Aus den Grajischen Alpen. In: Zeitschrift des Deutschen Alpenvereins / Zeitschrift des Deutschen und (des) Österreichischen Alpenvereins, Jahrgang 1887, (Band XVIII), S. 355–371. (online bei ANNO).
- Carl Diener, —: Bergfahrten in Val de Bagnes. In: Zeitschrift des Deutschen Alpenvereins / Zeitschrift des Deutschen und (des) Österreichischen Alpenvereins, Jahrgang 1889, (Band XX), S. 418–469. (online bei ANNO).
- Die Schober-Gruppe. In: Zeitschrift des Deutschen Alpenvereins / Zeitschrift des Deutschen und (des) Österreichischen Alpenvereins, Jahrgang 1891, (Band XXII), S. 283–343. (online bei ANNO).
- Aus den See-Alpen. In: Zeitschrift des Deutschen Alpenvereins / Zeitschrift des Deutschen und (des) Österreichischen Alpenvereins, Jahrgang 1893, (Band XXIV), S. 249–290. (online bei ANNO).
- —, Heinrich Hess: Der Hochtourist in den Ostalpen. 13 Bände. Meyers Reisebücher. Bibliographisches Institut, Leipzig/Wien 1894–1928, OBV. (Auch: 8 Bände. Meyers Reisebücher. Bibliographisches Institut, Leipzig 1925–1930, DNB.)
- Zur Entwicklungsgeschichte des Alpinismus und der alpinen Technik in den Deutschen und Oesterreichischen Alpen. In: Zeitschrift des Deutschen Alpenvereins / Zeitschrift des Deutschen und (des) Österreichischen Alpenvereins, Jahrgang 1894, (Band XXV), S. 95–176. (online bei ANNO). (Digitalisat und Volltext im Deutschen Textarchiv)
- Carl Blodig, —: Aus den Bergen der Maurienne und der Tarentaise (Teil I). In: Zeitschrift des Deutschen Alpenvereins / Zeitschrift des Deutschen und (des) Österreichischen Alpenvereins, Jahrgang 1895, (Band XXVI), S. 68–119. (online bei ANNO).
- Die Manndlwand in der „Uebergossenen Alm“. (Teil I). In: Mittheilungen des Deutschen und Oesterreichischen Alpenvereins, Jahrgang 1895 (Band XXI), S. 167 ff. (Online bei ALO).
- Die Manndlwand in der „Uebergossenen Alm“. (Teil II und Schluss). In: Mittheilungen des Deutschen und Oesterreichischen Alpenvereins, Jahrgang 1895 (Band XXI), S. 181 ff. (Online bei ALO).
- † Fritz Drasch. In: Mittheilungen des Deutschen und Oesterreichischen Alpenvereins, Jahrgang 1896 (Band XXII), S. 220 f. (Online bei ALO).
- Aus dem Alpenkranze des Defreggerthales. In: Zeitschrift des Deutschen Alpenvereins / Zeitschrift des Deutschen und (des) Österreichischen Alpenvereins, Jahrgang 1897, (Band XXVIII), S. 155–187. (online bei ANNO).
- Aus den Glarner Alpen. In: Zeitschrift des Deutschen Alpenvereins / Zeitschrift des Deutschen und (des) Österreichischen Alpenvereins, Jahrgang 1899, (Band XXX), S. 178–209. (online bei ANNO).
- —, Heinrich Hess (Hrsg.): Über Fels und Firn. Bergwanderungen. Bruckmann, München 1901, OBV.
  - Über Fels und Firn. Band 1: Ostalpen. Herausgegeben vom DAV. Alpine Klassiker, Band 7. Bruckmann, München 1987, ISBN 3-7654-2149-9.
  - Über Fels und Firn. Band 2: Westalpen und aussereuropäische Fahrten. Herausgegeben vom DAV. Alpine Klassiker, Band 8. Bruckmann, München 1987, ISBN 3-7654-2150-2.
- Ludwig Purtschellers großer illustrierter Führer durch Salzburg. Stadt und weitere Umgebung (…) Zell am See und Krimml. 29. Auflage. Krinner, Salzburg 1926, OBV.
- Großer Führer durch Salzburg. Stadt und Land. 31. Auflage. Krinner, Salzburg 1927, OBV.
- Die Stubaier Gruppe. In: Deutscher und Österreichischer Alpenverein: Die Erschliessung der Ostalpen (Band II, 1894), S. 377 ff.